# Festina
‌
Festina est une marque espagnole d’horlogerie.
Fondée à La Chaux-de-Fonds en Suisse en 1902, la société s’établit dans la ville de Barcelone pendant la Seconde Guerre mondiale.
Depuis son rachat en 1984, la marque fait partie de Festina Group qui appartient à la société Festina Lotus S.A.  spécialisée dans la production et la commercialisation de montres analogiques et connectées bas de gamme et d’entrée de gamme.
La marque est distribuée dans plus de 90 pays sur les cinq continents et dispose de 9 filiales en France, Allemagne, Italie, Benelux, Suisse, République tchèque et Pologne, Chili.

## Historique
Festina a été créée en 1902 par la famille Stüdi dans la ville de La Chaux-de-Fonds, en Suisse. En 1935, la famille fondatrice transmet la marque à l'homme d'affaires Willy Burkhard von Wilhelm. La devise de la manufacture était Festina lente (Hâte-toi lentement).
Pendant la Seconde Guerre mondiale, l'entreprise a été créée à Barcelone, en Espagne, sous la direction d'Adolf Hoffmann. En 1975, Georges Uhlmann, entrepreneur très présent sur le marché espagnol, français et italien, rachète l'entreprise.
En 1984, l'homme d'affaires espagnol Miguel Rodríguez acquiert la marque et tous ses droits et fonde Festina Group.

## Produits
La marque fabrique ses montres principalement en Chine. Seulement 11 modèles masculins sont fabriqués en Suisse et estampillés « Swiss Made ».

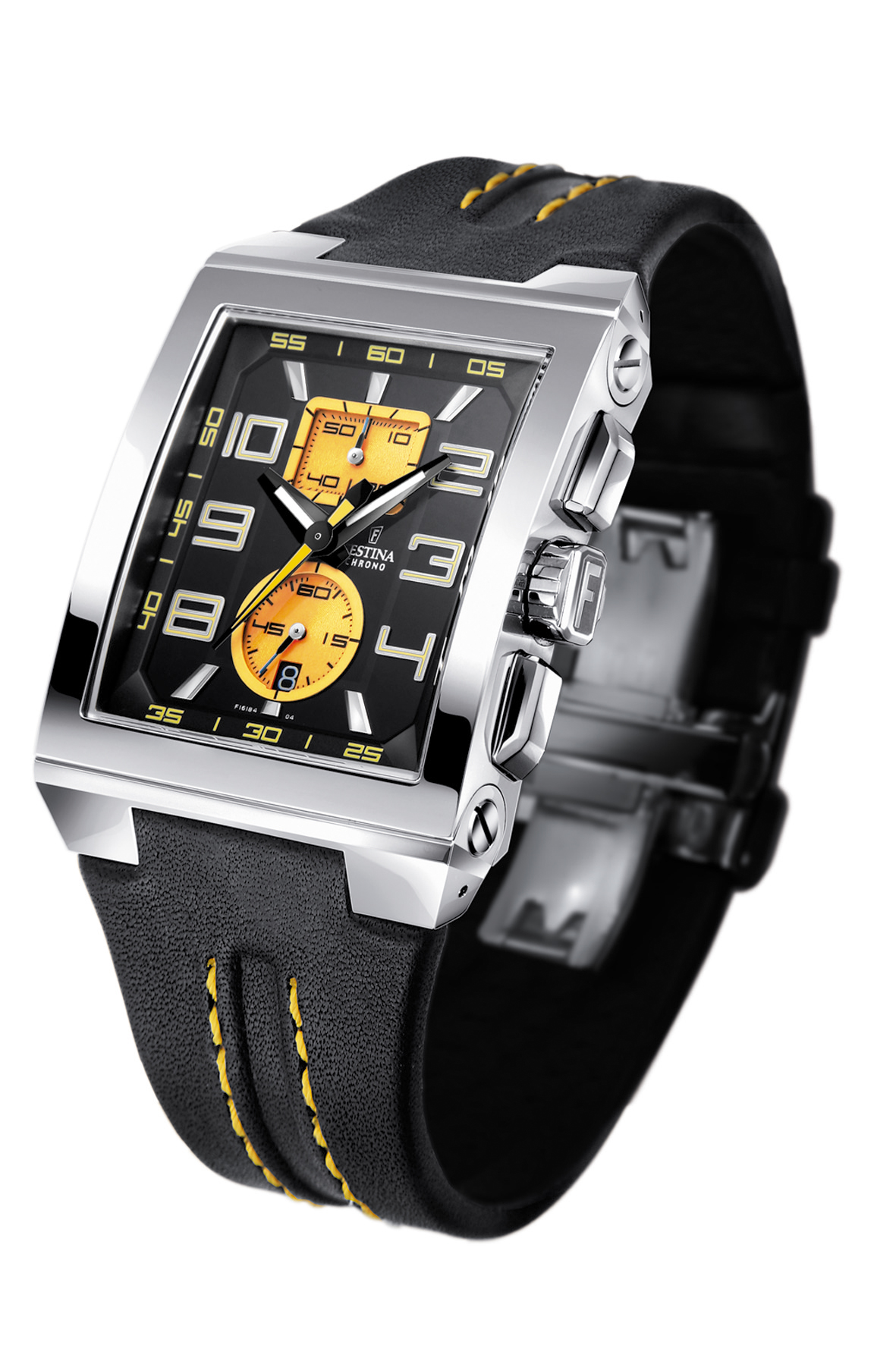
Festina F16184
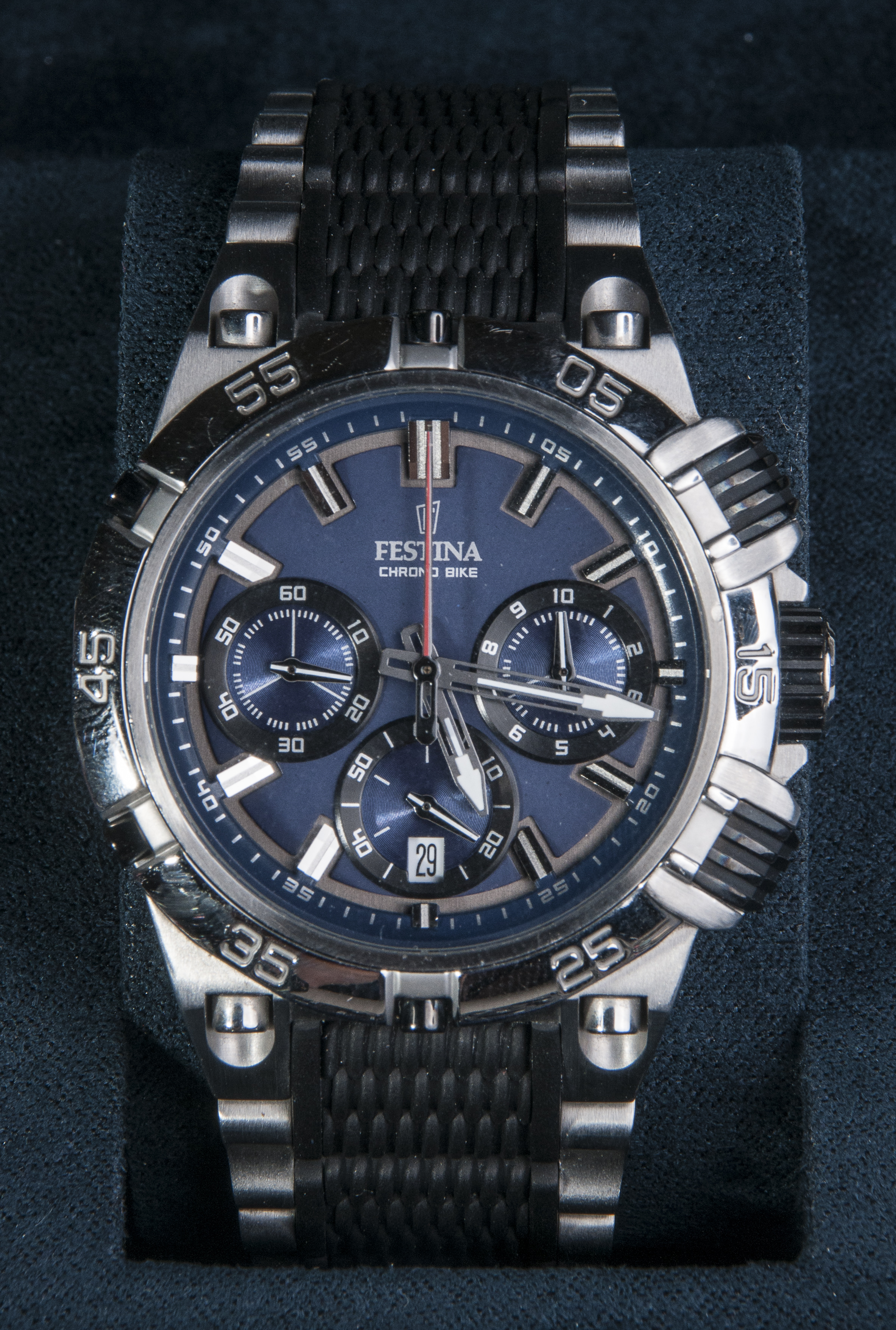
Festina Tour de France 2014
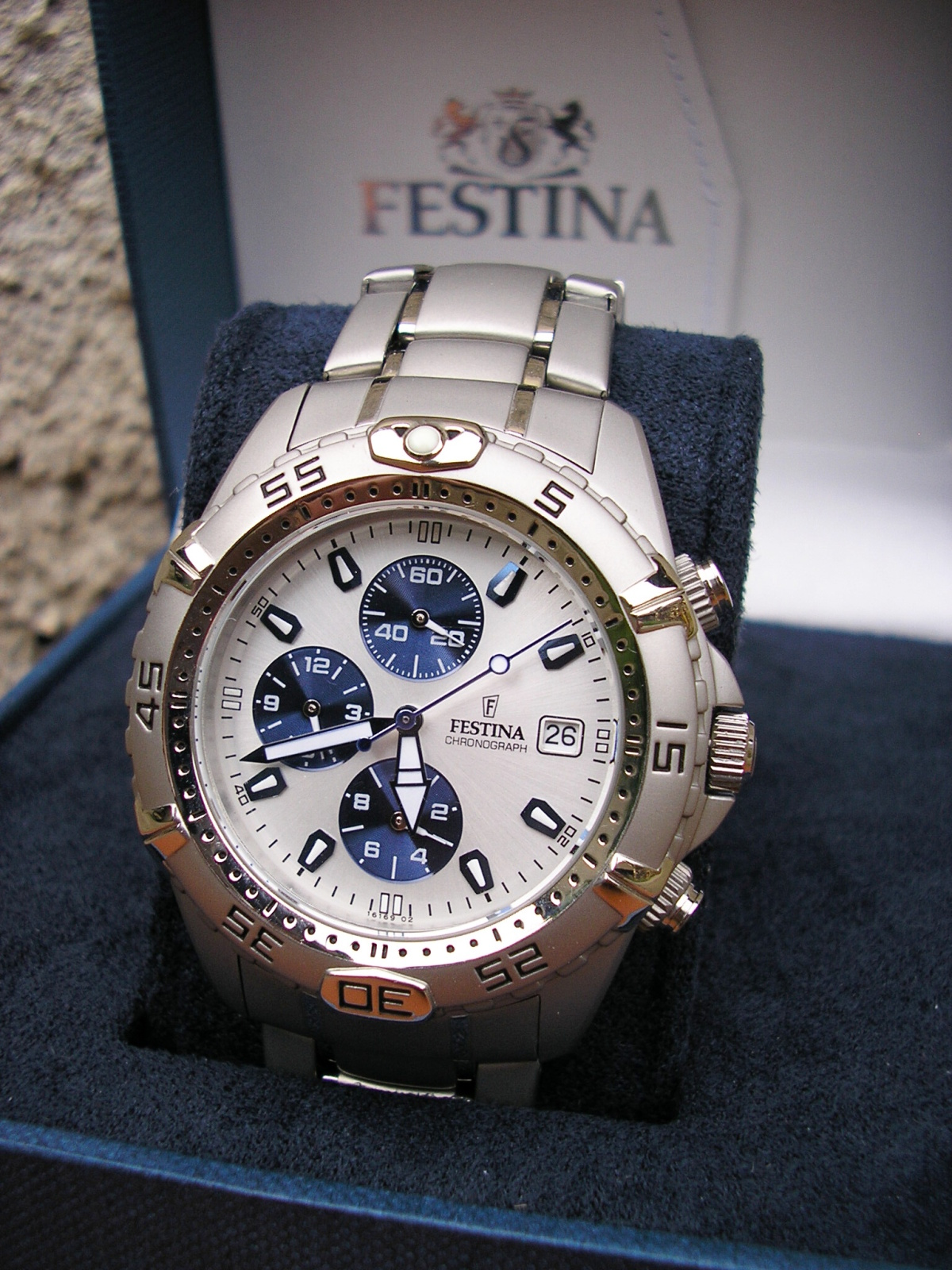
Festina Chronograph

## Logo

Évolution du logo
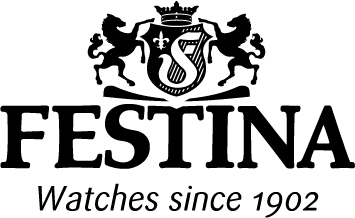